# Christian Strasser (Schauspieler)
Christian Strasser (* 23. Mai 1975 in Vöcklabruck) ist ein österreichischer Schauspieler.

## Leben
Christian Strasser wuchs in Vöcklabruck in Oberösterreich, seit 1995 lebt er in Wien, wo er am Konservatorium bei Elfriede Ott Schauspiel studierte.
Von 1998 bis 2001 trat er am Theater Phönix in Linz auf, wo er in Trainspotting, Fischen für Ätjopjen, Der Struwwelpeter, sitcom: menschenzoo, Höllenschlund, Der Zerrissene, Im weissen Rössel, Fahrenheit 451 und Romeo und Julia von Adelheid Dahimène auf der Bühne stand. In der Saison 2015/16 spielt er dort am beispiel der butter von Ferdinand Schmalz. Weitere Engagements führten ihn unter anderem an die Schauspielhäuser in Wien, Graz und Salzburg, ans Wiener Volkstheater, an das Theater der Jugend, ans Rabenhof Theater, ans Theater Drachengasse, ans Theater an der Gumpendorfer Straße, ans KosmosTheater, an das Next Liberty  Kinder- und Jugendtheater in Graz, an die Garage X Theater Petersplatz und zu den Festspielen Stockerau. 
Im Kinofilm Bad Fucking verkörperte er 2013 die Rolle des Vitus Schallmoser. Im Herbst 2017 stand er für den Kinofilm Wie ich lernte, bei mir selbst Kind zu sein von Rupert Henning, einer Romanverfilmung von André Heller, vor der Kamera. 2018 war er in der multimedialen Comic-Performance der Austrian Superheroes (ASH) am Rabenhof Theater an der Seite von Magda Kropiunig und Randolf Destaller zu sehen, bei den Festspielen Stockerau verkörperte er die Rolle des Don Juan in Viel Lärm um nichts. Im März 2020 spielte er am Wiener Theater-Center-Forum in der österreichischen Erstaufführung von Die Puppe von Miro Gavran unter der Regie von Hubsi Kramar neben Adriana Zartl die Rolle des Marko. Ab September 2020 drehte er für die sechste und abschließende Staffel der ORF-Serie Vorstadtweiber. Im März 2021 war er in der Tatort-Folge Die Amme als Tatverdächtiger Gustav Langer zu sehen.
Neben seiner Tätigkeit als Schauspieler ist er Sänger der Christian & Michael und die Emotionale Rock & Showband.

## Filmografie (Auswahl)
- 2006: Kupetzky (Fernsehserie, drei Episoden)
- 2006: Fallen
- 2006: Dad’s Dead
- 2007: SOKO Donau – Gestrandet (Fernsehserie)
- 2007: SOKO Kitzbühel – Feuernacht (Fernsehserie)
- 2008: Jump!
- 2008: Das große Glück sozusagen
- 2009: Brandstifter
- 2009: Rimini
- 2009: Kommissar Rex – Ein tödliches Match (Fernsehserie)
- 2009: Blutsfreundschaft
- 2010: Eine offene Rechnung (The Debt)
- 2010: Spuren des Bösen (Fernsehreihe)
- 2010: Tag und Nacht
- 2010: Vitásek? – On the Road again
- 2010: SOKO Donau – 3 Millionen Tote  (Fernsehserie)
- 2011: Vermisst – Alexandra Walch, 17
- 2011: Schlawiner – Gspusi
- 2011: Das Glück dieser Erde – Veränderungen
- 2012: Tom Turbo (Fernsehserie, zwei Episoden)
- 2012: Endlich Weltuntergang
- 2013: Bad Fucking
- 2013: Zweisitzrakete
- 2013: CopStories – Und gusch! (Fernsehserie)
- 2013: SOKO Donau – Kein Gestern, kein Heute, kein Morgen  (Fernsehserie)
- 2014: Die Steintaler – von wegen Homo sapiens (Fernsehserie)
- 2015: Das ewige Leben
- 2015: SOKO Kitzbühel – Fliegende Augen  (Fernsehserie)
- 2016: SOKO Donau – Fehlzündung  (Fernsehserie)
- 2017: Universum History – Unser Österreich: Oberösterreich – Im Bann von Krieg und Besatzung
- 2017: Maximilian – Das Spiel von Macht und Liebe
- 2017: Licht
- 2018: Die Toten vom Bodensee – Der Wiederkehrer (Fernsehreihe)
- 2018: SOKO Kitzbühel – Der Staat bin ich  (Fernsehserie)
- 2018: Schnell ermittelt – Gabrielle Mirnhofer (Fernsehserie)
- 2019: Wie ich lernte, bei mir selbst Kind zu sein
- 2019: Vier Frauen und ein Todesfall (Fernsehserie)
- 2019: Der Bozen-Krimi – Mörderisches Schweigen (Fernsehreihe)
- 2019: Landkrimi – Steirerkreuz (Fernsehreihe)
- 2019: Glück gehabt
- 2019: Limbo
- 2021: Tatort: Die Amme (Fernsehreihe)
- 2021: SOKO Donau – Brandherd (Fernsehserie)
- 2022: Vorstadtweiber (Fernsehserie)
- 2022: SOKO Linz – Der Linz-Ripper (Fernsehserie)
- 2022: Euer Ehren (Fernsehserie)
- 2022: Alles finster – Überleben für Anfänger (Fernsehserie)
- 2023: HADES – Eine (fast) wahre Geschichte aus der Unterwelt
- 2024: Hubert ohne Staller: Dem Himmel ganz nah (Fernsehfilm)
- 2024: Die Liesl von der Post – Jugendsünden (Fernsehreihe)
- 2024: Die Liesl von der Post – Klapperstorch (Fernsehreihe)